# ECOnetic

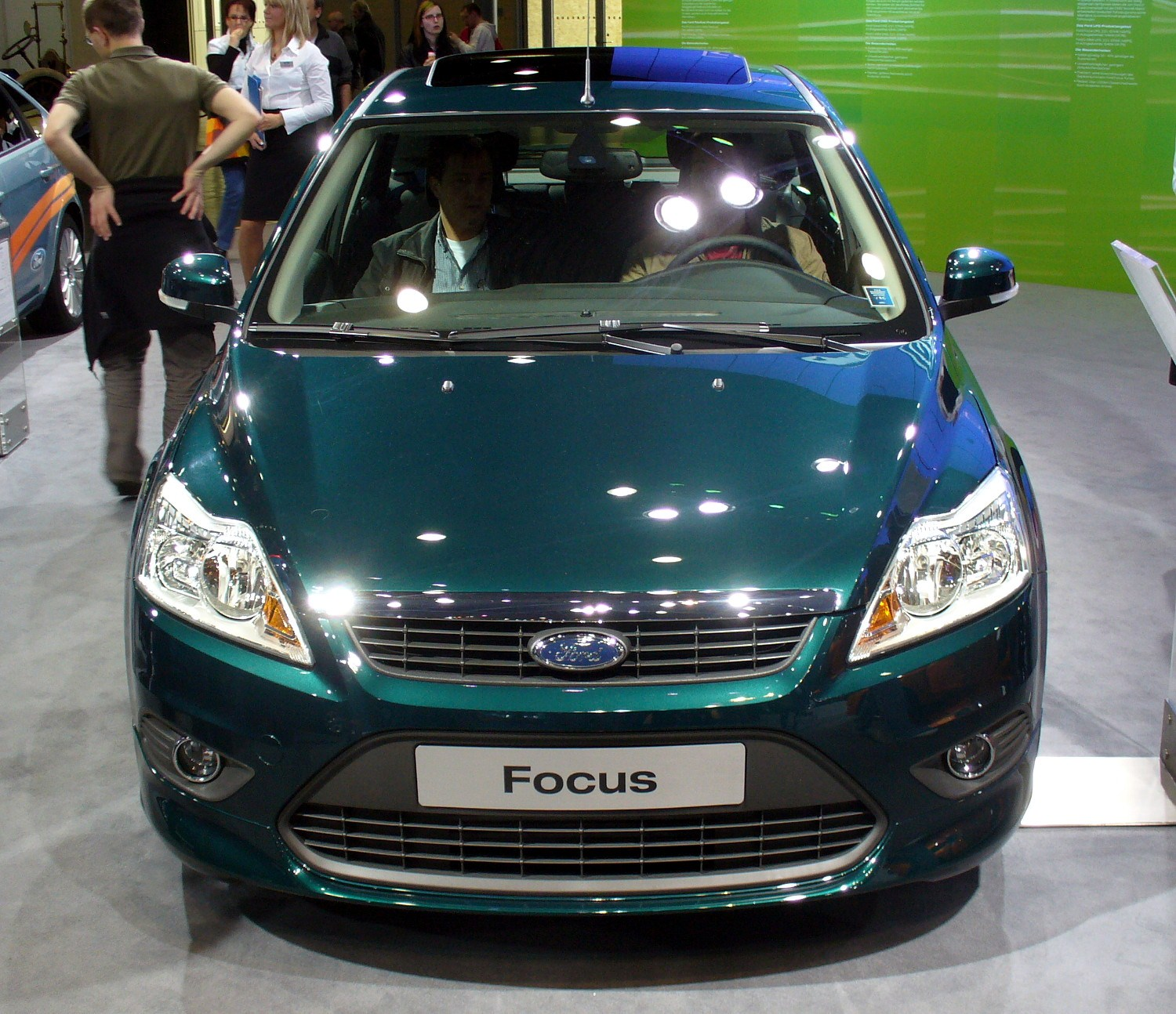
Передня частина Ford Focus ECOnetic Series2 із меншою нижньою решіткою радіатора

ECOnetic була торговою назвою для певних моделей автомобілів, вироблених Ford of Europe, представлених у 2008 році, що складалися з однієї моделі в кожній лінійці Fiesta, Focus і Mondeo, з наголосом на вищій ефективності палива і низьких викидах CO2.

## Філософія дизайну
На відміну від розробки гібридних транспортних засобів, таких як Prius, європейський Ford дотримувався іншої філософії дизайну: створювати транспортні засоби, які мають максимальну економію палива, без шкоди для досвіду водіння. Отримана серія ECOnetic зосереджена на вдосконаленні дизайну та вдосконаленні існуючих технологій, зосереджуючись на трьох основних напрямках вдосконалення:
- Аеродинаміка: моделі мають оновлену спідницю переднього бампера, яка є більш аеродинамічною та додатково зменшує опір завдяки використанню меншої нижньої решітки. Потім автомобіль опускається на своїй підвісці, щоб покращити кут звернення до повітря, у випадку Focus на 10 міліметрів спереду та на 8 міліметрів ззаду. Збоку представлені бортики разом із ковпаками, призначеними для покращення повітряного потоку. Новий розширений задній спойлер зменшує опір задньої частини
- Опір: Ford працював із Michelin над створенням тоншої шини з меншим опором коченню. Підшипники двигуна замінені на варіанти з меншим опором.

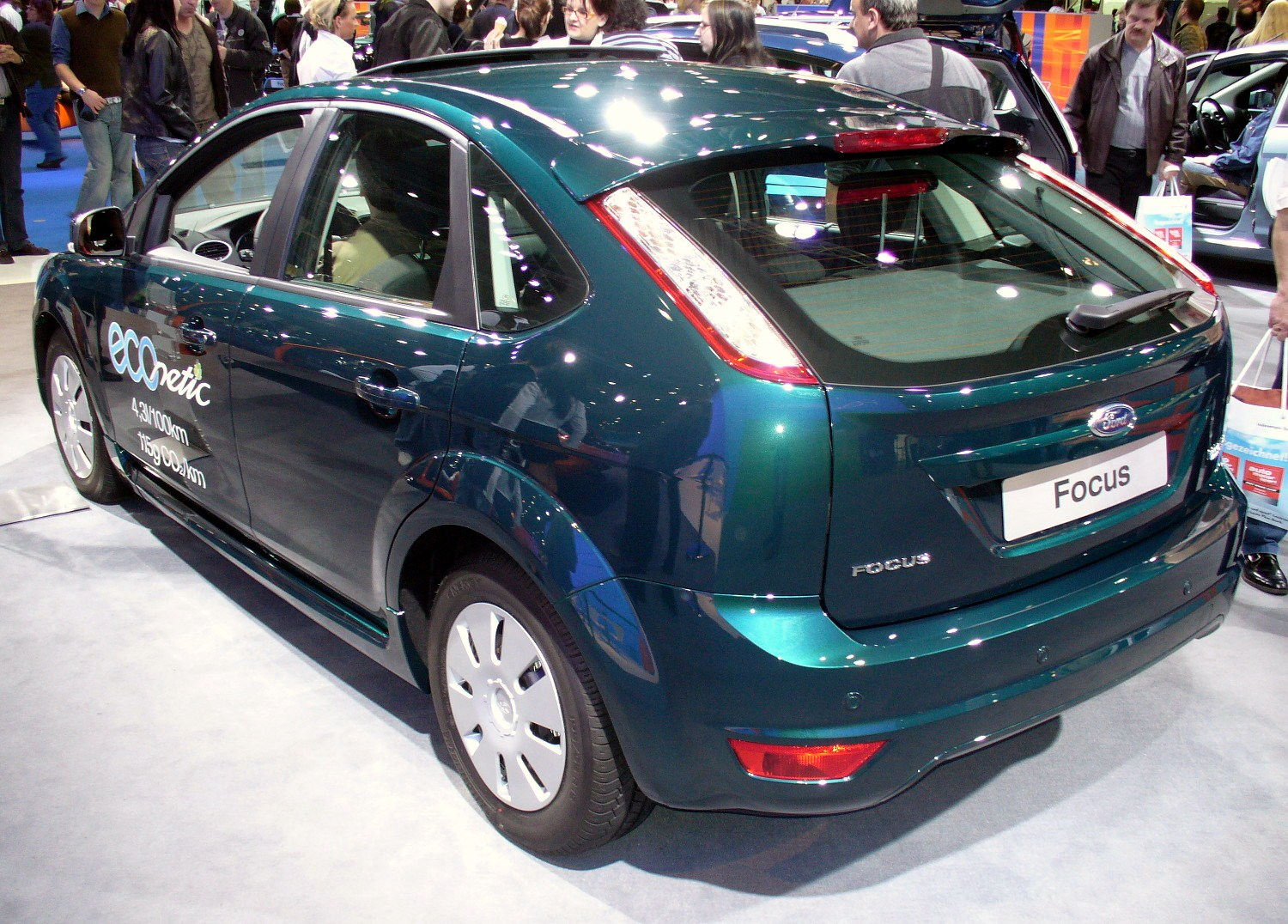
Вид збоку Ford Focus ECOnetic Series2, на якому видно аеродинамічні ковпаки на тонших шинах Michelin із низьким опором

- Ефективність: Інженери переналаштували 1,6-літровий двигун Duratorq TDCi, оснащений сажовим фільтром з покриттям (cDPF), і відкалібрували систему гідропідсилювача керма. ECOnetic були першими автомобілями Ford, у яких використовувалася трансмісійна олива з низьким коефіцієнтом тертя, яка тепер є єдиним для всіх 1,6-літрових дизельних автомобілів Ford, вироблених у Європі. Версія Focus 2012 року має шестиступінчасту коробку передач, шоста передача — підвищена передача.

## Моделі

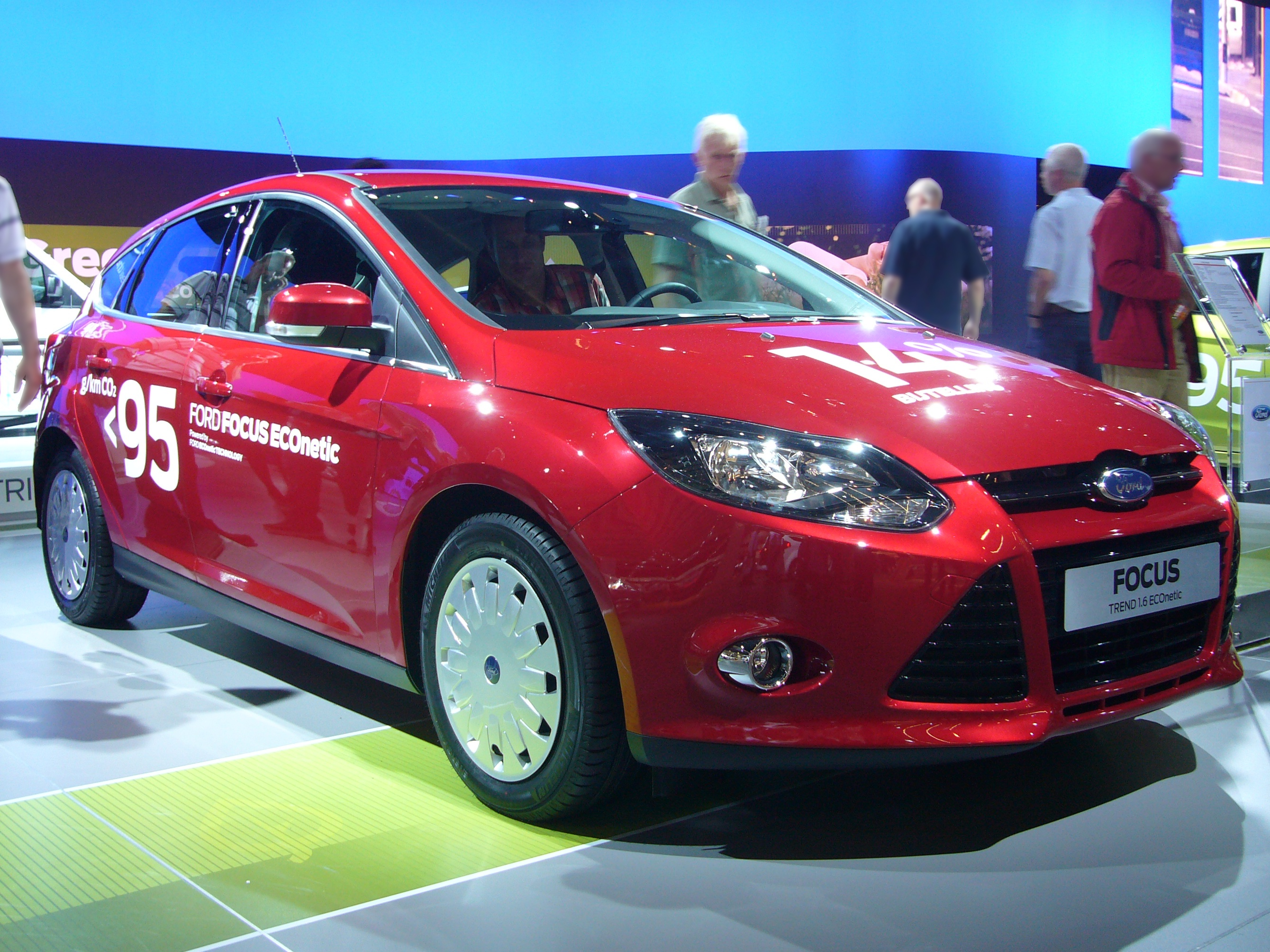
Передня частина прототипу Ford Focus ECOnetic Series3 із закритою нижньою решіткою радіатора й аеродинамічними ковпаками на тонших шинах Michelin із низьким опором

Вперше анонсований наприкінці 2007 року, Ford запропонував моделі ECOnetic у лінійках Fiesta, Focus і Mondeo. Перші автомобілі можна було замовити у дилерів на початку 2008 року за ціною на 250 фунтів стерлінгів вище за моделі «Style». Доставлені до Великобританії з квітня 2008 року моделі належали до найнижчої категорії акцизного збору на транспортні засоби та звільнені від збору за пробки в Лондоні.
Друге покоління Fiesta ECOnetic було представлено на Британському міжнародному автосалоні 2008 року. Щоб заохочувати водіїв до ефективності, зелений індикатор у формі стрілки всередині тахометра на панелі приладів сигналізує водієві, коли потрібно перемикатися на вищу передачу для оптимальної ефективності використання палива та, отже, економії, що пізніше також було представлено в моделі Focus.
Модель Focus ECOnetic 2012 року включає: інтелектуальну регенеративну зарядку для зменшення опору генератора; Авто-Старт-Стоп; жалюзі передньої решітки з електроприводом для покращення аеродинаміки на високій швидкості. 
| Модель | Об'єм двигуна CC | л/100 км в комбінованому циклі | CO 2 г/км | UK VED |
| ------ | ---------------- | ------------------------------ | --------- | ------ |
| Fiesta | 1600             | 3,08                           | 98        | £0     |
| Focus  | 1600             | 3,17                           | 99        | £0     |

## Північна Америка
Наразі не планується виводити моделі ECOnetic на ринок Північної Америки, оскільки, як зазначає Business Week, компанія «не вірить, що зможе стягувати достатньо грошей, щоб заробити на імпортованих ECOnetic», і не думає, що продаватиме достатньо. моделі (350 000 на рік), щоб виправдати 350 мільйонів доларів на модернізацію, необхідну для її виробництва на заводі в Мексиці.